# Лазаренко Віктор Михайлович
Віктор Михайлович Лазаренко (нар. 1 січня 1957, Чернігів, УРСР) — радянський футболіст та український тренер, виступав на позиції захисника.

## Життєпис
Вихованець чернігівської «Юності», перший тренер — Олександр Михайлович Норов. У 1976 році отримав запрошення від головного тренера київського «Динамо» Валерія Лобановського, але виступав виключно за дублюючий склад.
Наприкінці 1976 року отримав запрошення від головного тренера чернігівської «Десни» Юхима Школьникова. У своєму дебютному сезоні (1977) в чернігівському клубі допоміг йому посісти 14-те місце в зоні 2 Другої ліги СРСР.
У 1981 році призваний на військову службу. Потрапити до армійського спортивного клубу не вдалося, тому проходив військову службу у звичайній військовій частині Чернігова. У 1982 році на запрошення Валерія Івановича Польового перейшов до «Зірки». У команді швидко став одним з гравцем основи. Проте отримав серйозну травму в кіровоградському клубі, який тим не менше запропонував гравцеві квартиру та можливість лікуватися. У той же час сім'я вирішила повернутися до Чернігова. Через це у 1984—1985 році у командах майстрів не виступав. У 1984 році захищав кольори чернігівського «Текстильника», у футболці якого виграв кубок Чернігівської області. Наступного року перейшов до чернігівського «Хіміка», якому допоміг виграти чемпіонат Чернігівської області.
У 1986 році повернувся в «Десну», де виступав протягом двох сезонів. Проте після зміни тренера вирішив закінчити кар'єру гравця та перейти на тренерський місток. У 2013 році працював тренером у чернігівській «Юності».
У 2015 році грав з Андрієм Ярмоленком і Березенком за чернігівську команду на честь відкриття нового футбольного поля стадіон «Юність». В нещодавньому інтерв’ю розповів про свій досвід гри у стартовому складі, як Андрій Ярмоленко.

## Досягнення
«Текстильник» (Чернігів)
- Кубок Чернігівської області
  -  Володар (1): 1984

«Хімік» (Чернігів)
- Чемпіонат Чернігівської області
  -  Чемпіон (1): 1985